# Sóliton

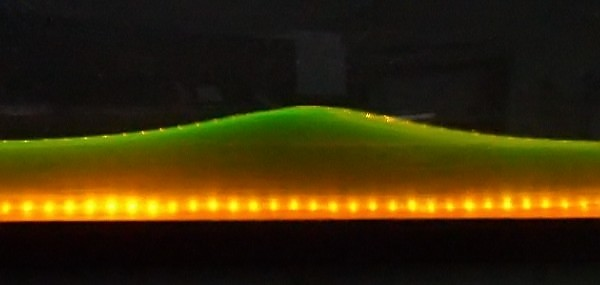
Exemplo da onda solitão

O sóliton ou solitão (soliton em inglês) é uma onda considerada solitária cuja estabilidade é invariável e que representa uma solução para algumas equações de propagação que aparecem em várias áreas da física. Normalmente na física de partículas, na física dos plasmas, em especial para a pesquisa de certos eventos ionosféricos, na mecânica dos fluidos, na óptica, entre outros campos da ondulatória.
O fenômeno soliton foi primeiramente descrito em 1834 por John Scott Russell (1808–1882), que observou uma onda solitária no Canal da União, na Escócia.